# المدرج الروماني (سبسطية)
مدرج روماني (سبسطية) مدرج روماني يقع في قرية سبسطية الفلسطينية يرجع إلى القرن الميلادي الثاني، عندما أسس المدينة الرومانية الإمبراطور سيبتموس سيفيروس، ويبلغ قطره الخارجي 65 متراً تقريباً.

## معلومات
يقع المدرج الروماني في منطقة «ج» بالعربية أو "C" بالإنجليزية والتي تكون تحت إدارة الاحتلال الإسرائيلي حسب اتفاقية أوسلو 1993 ، وهذا يمنع وزارة السياحة والاثار التابعة للسلطة الفلسطينية من ترميمه.